# Страдзево (Західнопоморське воєводство)
Страдзево (пол. Stradzewo, нім. Stolzenfelde) — село в Польщі, у гміні Хощно Хощенського повіту Західнопоморського воєводства.
Населення — 402 особи (2011).
У 1975-1998 роках село належало до Гожовського воєводства.

## Демографія
Демографічна структура станом на 31 березня 2011 року:
|          | Загалом | Допрацездатний вік | Працездатний вік | Постпрацездатний вік |
| -------- | ------- | ------------------ | ---------------- | -------------------- |
| Чоловіки | 208     | 51                 | 145              | 12                   |
| Жінки    | 194     | 51                 | 114              | 29                   |
| Разом    | 402     | 102                | 259              | 41                   |